# Światowa Rada Rusinów
Światowa Rada Rusinów – rusińska organizacja społeczno–kulturalna, powstała 22 marca 1991 w Medzilaborcach, na I Światowym Kongresie Rusinów.

## Historia
Inicjatorami kongresu byli: Rusynska Obroda (Rusinskie Odrodzenie) ze Słowacji, Stowarzyszenie Łemków z Polski, Obstestvo Karpatskych Rusynov (Towarzystwo Rusinów Karpackich) z Ukrainy, Ruska Matka (Ruska Macierz) z Jugosławii/Serbii (Wojwodina) i połączone delegacje rusińskich organizacji z USA oraz Kanady.

## Kongresy
- I Światowy Kongres Rusinów 22–23.03.1991 w Medzilaborcach
- II Światowy Kongres Rusinów 22–23.05.1993 w Krynicy (Polska)
- III Światowy Kongres Rusinów 26–27.05.1995 w Ruskim Keresturze (Jugosławia)
- IV Światowy Kongres Rusinów 30–31.05.1997 w Budapeszcie (Węgry)
- V Światowy Kongres Rusinów 25–26.06.1999 w Użhorodzie (Ukraina)
- VI Światowy Kongres Rusinów 28–29.10.2001 w Pradze (Czechy)
- VII Światowy Kongres Rusinów 6–7.06.2003 w Preszowie (Słowacja)
- VIII Światowy Kongres Rusinów 27–28.05.2005 w Krynicy (Polska)
- IX Światowy Kongres Rusinów 21–24.06.2007 w Sighet (Rumunia)
- X Światowy Kongres Rusinów 4–5 i 7.06.2009 w Ruskim Keresturze (Serbia, aut. Wojwodina) i 6.06.2009 w Petrovciach (Chorwacja)
- XI Światowy Kongres Rusinów 16–18.06.2011 w Pilisszentkereszt koło Budapesztu (Węgry)
- XII Światowy Kongres Rusinów  12 - 13.07.2013 w Użhorodzie i 14.07.2013 w Svalavie (Ukraina)
- XIII Światowy Kongres Rusinów 19 - 21.06.2015 w Devie (Rumunia)
- XIV Światowy Kongres Rusinów 29.06 - 1.07.2017 w Osijeku (Chorwacja)
- XV Światowy Kongres Rusinów 4 - 6.07.2019 w Lubovianskych Kupelach (Słowacja)

## Przewodniczący Światowej Rady Rusinów
- Wasyl Turok–Hetesz (1991–2001) – Słowacja
- Aleksander Zazulak (2001–2003) – Słowacja
- Andrzej Kopcza (2003–2005) – Polska
- Paul Robert Magocsi (2005–2009) – Kanada
- Djura Papuga (2009–2015) – Serbia
- Stepan Lavinec (od 2015) – Węgry

## Organizacje wchodzące w skład Rady
- Rusynska Obroda (Rusinskie Odrodzenie) (Słowacja)
- Divadlo Alexandra Duchnovića (Teatr im. Aleksandra Duchnovycza) (Słowacja)
- Stowarzyszenie Łemków (Polska)
- Obstestvo Karpatskych Rusynov (Towarzystwo Rusinów Karpackich) (Ukraina)
- Obstestvo Aleksandra Duchnovycza (Towarzystwo im. Aleksandra Duchnowycza) (Ukraina)
- Instytut Karpatyky (Instytut Studiów Karpackich na Uniwersytecie w Użhorodzie) (Ukraina)
- Ruska Matka (Ruska Macierz) (Serbia)
- Družtvo za ruski jazik i literaturu (Towarzystwo Rusińskiego Języka i Literatury) (Serbia)
- Katedra za rusinski jezik i književnost (Katedra Rusińskiego Języka i Literatury na Uniwersytecie w Nowym Sadzie) (Serbia)
- Společnost přátel Podkarpatské Rusi (Towarzystwo Przyjaciół Rusi Podkarpackiej) (Czechy)
- Magyarországi Ruszinok Szervezete (Organizacja Rusinów na Węgrzech) (Węgry)
- Carpatho–Russian American Center (Karpackoruskie Centrum Amerykańskie) (USA)
- Carpatho–Rusyn Research Center, Inc. (Karpackorusińskie Centrum Badawcze) (USA)
- Carpatho–Rusyn Society (Towarzystow Karpackorusińskie) (USA)
- Lemko Association (Związek Łemkowski) (USA)
- Rusin Association (Związek Rusiński) (USA)